# فرصة ثانية (كتاب)
"فرصة ثانية: ثلاثة رؤساء وأزمة القوة العظمى الأمريكية" هو كتاب صدر عام ٢٠٠٧ من تأليف زبيغنيو بريجنسكي، مستشار الأمن القومي للرئيس كارتر وباحث في السياسة الخارجية الأمريكية وأستاذ في كلية الدراسات الدولية المتقدمة بجامعة جونز هوبكنز. يناقش الكتاب خمسة عشر عامًا من السياسة الخارجية الأمريكية، كانت الولايات المتحدة، التي برزت منتصرةً في الحرب الباردة، القوة العظمى الوحيدة. يكتب بريجنسكي عن كيف أظهر رؤساء الولايات المتحدة، جورج بوش الأب، وبيل كلينتون، وجورج دبليو بوش، قيادتهم ومارسوا نفوذهم على مدار عقد ونصف كقادة لقوة عالمية لا يُضاهى تقريبًا.

## ملخص
يُمهّد بريجنسكي الكتاب بعرض تاريخه للحرب الباردة، وكيف كان مزيجًا من الرؤساء، وليس رونالد ريغان فحسب، والأحداث الدولية التي أدت إلى انهيار النظام السوفيتي. ويصف نظرتي العالم الناشئتين، وهما نظرة " العولمة " ونظرة "المحافظين الجدد". في كل فصل من الفصول الثلاثة التالية، يصف الرئيس، وفريقه في السياسة الخارجية، والأحداث والشخصيات التي شكلت سياسته الخارجية. ويركز على ثلاثة عوامل رئيسية، هي "التحالف الأطلسي"، ومنع الانتشار النووي، والصراع الإسرائيلي الفلسطيني، ولكنه يناقش قضايا أخرى في السياسة الخارجية (مثل البيئة، وظهور القومية في أمريكا الجنوبية، وصعود الصين والهند).
في الفصول الثلاثة الوسطى، "الخطيئة الأصلية" (بوش الأول)، و"عجز النوايا الحسنة" (كلينتون)، و"القيادة الكارثية" (بوش الثاني)، يُقارن بين الرؤساء والقرارات التي اتخذتها أو لم تتخذها فرق السياسة الخارجية التابعة لهم. ينتقد بوش الأول وكلينتون على حد سواء، ويُقيّمهما تقريبًا بنفس القدر، مع اختلاف نقاط القوة والضعف. وينتقد بشدة إدارة بوش الثاني، لا سيما فيما يتعلق بتعاملها مع حلف شمال الأطلسي، والشرق الأوسط، والبيئة.
في الفصل المعنون "بعد عام ٢٠٠٨"، يقترح الدكتور بريجنسكي أن على الرئيس القادم تعزيز التحالف الأطلسي، وإصلاح جماعات الضغط، وإظهار القيادة في الشرق الأوسط، وخاصةً فيما يتعلق بإسرائيل وفلسطين، وتعزيز التوافق في الآراء بشأن البيئة، وصياغة استراتيجية أفضل لمواجهة بروز الصين كقوة عالمية وقوة مؤثرة في الشرق الأوسط. ويحذر من أن أمريكا ستحظى بفرصة ثانية بعد عام ٢٠٠٨، لكنها بالتأكيد لن تكون ثالثة.

## روابط خارجية
- Zbigniew Brzezinski discusses the book on The Daily Show with Jon Stewart, March 14, 2007
- C-SPAN Q&A interview with Brzezinski about Second Chance, April 8, 2007
- Review of Second Chance in cosmopolis.ch

## قراءة إضافية
- Edkins, Brett. "Remembering My Mentor Zbigniew Brzezinski." Accessed: July 30, 2025.
- "Opinion | Jimmy Carter's Presidency Was Not What You Think (Published 2023)". نيويورك تايمز. 20 فبراير 2023.